# Frederik Carl Gutfeld
Frederik Carl Gutfeld (født 9. oktober 1761 i Bevtoft i Haderslev Amt, død 9. januar 1823 i København) var en dansk præst.
Faren, Peter Gutfeld (1727-1797 i Skærbæk), var præst i Bevtoft. Moderen, Christiane født Chrystalsin (d. 1762), var en datter af provst Augustinus Chrystalsin i Bevtoft. Gutfeld gik i Haderslev Skole og blev 1781 privat inskriberet ved universitetet, hvor han tog teologisk embedseksamen 1784. Han opholdt sig derefter nogle år hos faren, der var bleven forflyttet til Søllerød, indtil Hørsholm, der siden 1785 havde været anneks til Søllerød, 1790 blev gjort til et selvstændigt embede, som han fik. Han var allerede den gang, som alle begavede unge mænd mellem hans samtidige, stærkt påvirket af de fra Frankrig udgåede ideer om en ny guldalder, som verden skulde opnå, når oplysningens sol kunde ret komme til at skinne på den, og man mente den gang endnu, at når præsterne blot forstod at prædike på den rette måde, så de kunne gå ind på de nye tanker, skulde de kunne lægge deres sten med i deri store fremtidsbygning. Gutfeld lod, allerede medens han var i Hørsholm, adskilligt, især taler, trykke; han skrev i Tilskueren imod "Spilleraseriet", og han omgikkes Rahbek, som på sine farter fra København til Fredensborg, hvor Rosings lå på landet, altid gik ind i Hørsholm for at få "en aandelig Næsevarmer" hos "skjønttalende, underholdende, indgode Gutfeld", ligesom han ofte gik der ud om søndagen for at høre ham prædike. I året 1796 forflyttedes Gutfeld til Korsør og Taarnborg, hvor han levede i fortrolig omgang med M.G. Birckner; dennes død og tabet af hans ældste søn gjorde ham dog snart ked af Korsør, og 1800 forflyttedes han til Asminderød og Grønholt, hvor han tillige 1807 blev amtsprovst.

På sin rette plads kom han dog først, da han 1811 blev Holmens provst. Det var hen imod slutningen af den tid, da den rationalistiske prædiken i København endnu stod i sin blomst og formåede at fylde kirkerne. Han virkede her ved siden af Henrik Georg Clausen, Pavels og flere, men ingen af dem regnedes for hans lige i veltalenhed, og det kan også med rette siges, at få prædikanter have haft ordet således i deres magt som han. Han forstod at lade billeder og oratoriske figurer falde som et vandfald over tilhørerne, og vi kunne ikke undre os over, at især kvinderne flokkedes om hans prædikestol. Men en sådan prædikemåde er farlig, og Gutfeld undgik ikke at strande på mange skær. Hans teologi var den almindelige rationalistiske og havde lige så tyndt et indhold som denne i almindelighed. I ligtalen over sin ven Birckner siger han om denne: 
| Citat | Opløftet over hine Fordomme, som Overtroen så ofte udgav for Religion, fulgte han Jesu blide, fattelige Forskrifter uden at fordybe sig i mørke Grublerier om Ting, der ingen Indflydelse har på Menneskets sande Held og sande Rolighed. Gud, Forsyn og Udødelighed! Store, velgørende Sandheder! I, som ene kan trøste, kan styrke den svage dødelige på Livets dunkle Vej, I svævede hulde som Engle over vor hvilende Broder. | Citat |
|       | |       |

 I det Gutfeld således skildrer indholdet af sin vens prædiken, har han også skildret sin egen. – Gutfeld døde, inden kampen mod rationalismen ret havde taget fart ved Grundtvig; men han oplevede dog, at man begyndte at blive træt af prædikener, hvor klingende ord skulde dække mangelen på et virkeligt indhold og en alvorlig overbevisning. Dette blev bl.a. sagt ham i en anmeldelse af J. Møller, men med stor godmodighed erkendte han, at en sådan kritik over for ham havde sin berettigelse. – Hvad der er sagt om hans prædikener, gælder også om de afhandlinger og digte, han har skrevet; også der er det ordene, ikke tankerne, der er det vigtigste, og han lader sig tit henrive til at sige ting, som sikkert ville have forskrækket ham selv, hvis de vare blevne fremstillede uden den oratoriske pragtklædning, han har iført dem.
Gutfeld var efter hele sin natur hverken oplagt til videnskabelig eller praktisk virksomhed. Som Holmens provst blev han tillige med A.S. Ørsted og Henrik Georg Clausen medlem af den kommission, der 1813 nedsættes til revision af kirkelovene og var med til 1817 at andrage på, at den måtte udarbejde nye formularer for de kirkelige handlinger; men han har sikkert kun haft liden del i, hvad der blev udrettet, og det kan heller ikke tilregnes ham, at arbejdet mislykkedes. 1813 blev han også medlem af skoledirektionen i København.
Der manglede ikke på ydre påskønnelse af hans virksomhed; 1818, da det faldt meget vanskeligt at få embedet som biskop over Ribe Stift besat, blev den også tilbudt ham, men han afslog den, hvorefter han fik rang med biskopper. Gutfeldt blev Ridder af Dannebrog 1811 og Dannebrogsmand 1817. Endnu mere påskønnedes han af sine talrige venner. Han beskyldes for at have sat vel megen pris på bordets glæder; men det synes, at han har haft lige så stort talent for underholdning som for talerstolen, og hans uopslidelige vid prises af de samtidige.
Han var gift med Caroline Frederikke født Bigum (1766 – 1848), datter af kaptajn og tolder Cl. Parelius Bigum og døde 9. januar 1823. Han er begravet på Holmens Kirkegård.
Der findes portrætmalerier på Frederiksborgmuseet og af Eleonore Christine Harboe i Holmens Kirkes store skriftestol. Litografi formentlig af Niels Bredal. Tuschtegning af samme (Frederiksborgmuseet).